# Con buôn tử thần
Con buôn tử thần là tập đầu tiên bộ truyện Pendragon của nhà văn D. J. MacHale.

## Cốt truyện
Sau khi đến Denduron, Penragon nhìn lên bầu trời, cậu tưởng chừng mình hoa mắt nhưng thật sự ở đây có ba mặt trời. Pendragon và cậu mình cùng phải đi về làng nhưng hiện giờ họ đang ở trên núi nên họ phải dùng xe trượt tuyết để xuống núi. Lúc này cậu Press nói với Pendragon rằng tụi quig này rất sợ âm thanh chói lói, và dặn dò là không được làm xáo trộn các lãnh địa, nghĩa là không đem đồ từ lãnh địa này qua lãnh địa khác. Sau đó họ trượt xuống núi. Đang trượt thì chiếc xe đi qua một bầy quig, làm cho bọn chúng tỉnh ngủ và tấn công hai cậu cháu. Cậu Press bảo Pendragon lái xe để cậu đối phó với bọn quig. Cậu dùng một ngọn giáo agắn ở thành xe ném thẳng vào một con quig. Con quig đau đớn gầm lên một tiếng rồi chết. Bỗng họ bị đập vào một cục đá to, Pendragon bị va chạm mạnh nên không đứng dậy được. Cái còi cũng bị vỡ. Cậu ta nghe thấy cậu Press đang nói chuyện với một tên lính, sau một lúc nói chuyện cậu bị tên lính bắt đi. Có chuyện lạ lùng mà Pendragon thắc mắc là cậu Press và tên lính nói những ngôn ngữ khác nhau như dường như họ vẫn hiểu nhau.  Khi tỉnh dậy cậu ta gặp bà Osa và Loor. Bà Osa nói Pendragon nên viết nhật ký về những chuyến phiêu lưu của mình. Bà ta đã gửi cho Mark Dimond - người bạn thân thiết nhất của cậu - chiếc nhẫn dùng để các Lữ khách có thể gửi thư cho phụ tá và các phụ tá có thể gửi thư cho nhau. Bà Osa còn nói Lữ khách có thể nói và nghe được tất cả các ngôn ngữ trên các lãnh địa, và từ từ Pendragon sẽ làm được.
Hiện giờ ở trái đất thứ hai Mark đi tìm Courtney Chetwynde để nói chuyện gì đang xảy ra cho Pendragon, thoạt đầu Courtney không tin nhưng sau khi thấy chiếc nhẫn hoạt động - nghĩa là thư đã chuyển tới - Mark và Courtney đến nhà Pendragon và phát hiện nhà Pendragon đã biến mất: bố, mẹ, em gái Shannon và con chó Marley của Pendragon, ngôi nhà của cậu,.... Tất cả mọi người đều không hề nhớ rằng gia đình Pendragon đã từng tồn tại. Chỉ có duy nhất một người nhớ gia đình Pendragon là trung sĩ D'Angello,  nhưng Mark và Courtney không nói với viên cảnh sát ấy vì sợ chú ấy sẽ tưởng bọn nó khùng.
Quay trở lại với Pendragon hiện giờ đang sống ở Denduron. Trong thời gian ở đây Pendragon phải chứng kiến những cảnh khủng khiếp: người dân Millago phải làm việc cực khổ do bị người Bedoowan đô hộ. Sự tình như vậy là vì từ xa xưa dân Millago bị đô hộ rất nhiều, người Bedoowan lại là những chiến binh khỏe mạnh nên họ hợp tác cùng Millago. Bedoowan bảo vệ Millago và Millago khai thác minh thạch - một loại đá quý ở Denduron - cho Bedoowan. Một thời gian sau, chiến tranh không còn nên người Bedoowan không càn phải bảo vệ Millago nữa nhưng họ vẫn bắt người Millago làm việc cho họ thậm chí còn vất vả hơn xưa rất nhiều. Người Millago thì không thể chống cự được vì họ là những người dân không biết đánh nhau. Người Millago phải đào mỏ lấy minh thạch. Mỗi ngày người Bedoowan bắt một người Millago, đem cân minh thạch khai thác được. Số lượng minh thạch khai thác được phải nặng hơn người bị bắt nếu không người kia sẽ bị ném xuống hầm. Những người Millago phải làm việc rất cực nhọc trong mỏ. Minh thạch sinh ra khí độc, nếu hít phải khí độc nhiều thì sẽ bị bệnh rồi chết. Pendragon gửi thư về cho Mark yêu cầu một số thứ như đèn pin, đồng hồ, đĩa nghe nhạc,... để lập kế hoạch cứu cậu Press.
Lúc này ở Trái Đất Thứ Hai, Mark và Courtney đang tìm những thứ Pendragon cần theo hướng dẫn của Pendragon. Courtney thử xài chiếc nhẫn xem có được không nếu không hai đứa phải đến ga tàu điện ngầm gặp Pendragon để đưa những thứ Pendragon cần. Bọn nó thử chuyển bằng chiếc nhẫn, Mark nói Denduron nhưng không có chuyện gì xảy ra. Tụi nó suy ra chỉ có Lữ khách mới sử dụng được. Thế là tụi nó phải đến ga điện ngầm, tụi nó hẹn gặp nhau hôm sau. Hôm sau Courtney đến gặp Mark rồi cả hai đi xe buýt để đến ga điện ngầm, khi đến nơi tụi nó bắt đầu đi tìm cánh cửa có hình ngôi sao. Sau khi vô cánh cửa tụi nó nghe thấy tiếng nhạc rồi Pendragon xuất hiện lấy những thứ cần rồi quay lại Denduron. Courtney khuyên Pendragon ở lại nhưng không được.
Sau khi về tới Denduron nó đã bàn kĩ kế hoạch với Loor và Alder - hiệp sĩ Bedoowan - Lữ khách của Denduron - để cứu cậu Press, sáng hôm sau tụi nó bắt đầu kế hoạch: đột nhập vô thành của người Bedoowan. Khi vô được trong thành, Pendragon bàng hoàng vì nhìn bề ngoài thì giống như một ngôi thành cũ kính nhưng bên trong thật tráng lệ và hiện đại. Nó bắt đầu thực hiện kế hoạch và xài một số đồ từ lãnh địa khác làm cho bọn Bedoowan sợ vì không biết nó là cái gì. Nhưng cuối cùng vừa mới giải thoát được cậu Press thì tất cả đã bị tóm gọn. Nó gặp được hoàng hậu của tụi Bedoowan trông bà ta mập khủng khiếp. Tụi nó bị bắt vô trong đấu trường và phải đấu với một còn quig mà trong tay không có vũ khí, Eragon đành sử dụng cái còi làm cho con quig bị ngã xuống đất rồi mọi người còn tìm đường chạy khỏi lâu đài. Câu Press nói giỏi lắm không ngờ cháu còn giữ cái cói, nhưng Pendragon nói thật ra đây là cái còi từ trái đất thứ hai cậu Press liên chụp lấy cái còi rồi quăng đi. Sau khi về tới làng tụi nó gặp Rellin, Rellin nói Pendragon cần thêm những đồ từ quê hương của Pendragon như đèn pin những đồ có điện... Để dùng cho kích thích những trái bom có tak nổ, vì trước đây họ không thể điều khiển được tak nổ. Press và Pendragon từ chối vì làm vậy người Milago sẽ có sức mạnh và sau khi tiêu diệt badoowan sẽ không dừng tại đó rồi sẽ tiêu diệt tất cả bộ tộc trong Denduron. Và tụi nó được biết ngày mai dân Milago sẽ có cuộc chiến và sẽ kích thích một trái bom rất to để làm nổ thành của Bedoowan và chiến tranh bắt đầu. Sáng hôm sau tụi nó phải tìm cách không cho trái bom nổ sau đó Pendragon và Loor thấy tên Figgis đang cầm trái bom khác tụi nó đành đuổi theo. Hiện giờ những người Milago và bedoowan đang đánh nhau. Tụi nó phát hiện ra Figgis thật đã chết lâu rồi còn đây là Saint Dane, bây giờ tụi nó đang ở trong hầm tak và đã biết hết những âm mưu của tên Saint nhằm hủy diệt Denduron và Pendragon dùng một tak lấy được trước đó nắm xuống đất rồi hầm tak cháy và sắp nổ tên Saint tất giận và bỏ chạy qua ống dẫn tới Cloral sau đó có nước và con cá mập từ ống dẫn chui ra. Pendragon chạy đến xe bằng gỗ rồi phóng thẳng qua đường hầm xuống biển, sau khi về làng được nghe kể lại thì khi hai bên đang đánh nhau bỗng nhiên đất rung lên và các đường hầm phát ra lửa hai bên đầu dừng lại và bắt đầu thỏa thuận đi với hòa bình. Thế là nhiệm vụ của Pendragon ở đây đã hết, Pendragon, Loor và cậu Press tạm biệt Alder trở về trái đất thứ hai gặp Mark và Courtney. Hôm sau họ chào tạm biệt nhau rồi Pendragon phải đến ống dẫn. Pendragon và cậu mình đến Cloral và Loor phải trở về Zadaa vì cô là lữ khách của Zadaa.

## Nhân vật
- Robert "Bobby" Pendragon là nhân vật chính, 14 tuổi, là người cứu Denduron khỏi cảnh hủy diệt.
- Saint Dane - là tên lữ khách độc ác định hủy diệt denduron và sau khi thất bại hắn trốn qua Cloral.
- Press Tilton - cậu của Pendragon, người đã bị bọn lính bắt.
- Mark Dimond - người bạn thân nhất của Pendragon và là người đầu tiên biết chuyện của Pendragon và là một trong hai người giữ nhật ký của Pendragon.
- Courtney Chetwynde - là người bạn gái của Pendragon và là một trong hai người giữ nhật ký của Pendragon.
- Loor - lữ khách từ Zadaa, là một chiến binh, cô ta và mẹ cô cùng Pendragon cứu cậu Press.
- Osa - mẹ của Loor, đã chết để bảo vệ Pendragon và Loor.
- Alder - lữ khách của Denduron.
- Kagan - người nữ hoàng độc ác của dân tộc Bedoowan.
- Rellin - thủ lĩnh của Milago.
- Mallos - người cố vấn của nữ hoàng. thật ra hắn cũng là Saint Dane biến hóa.
- Figgis - thật ra là Saint biến hóa thành, tên Figgis thật đã chết từ lâu. Người đã bán cho thuốc nổ cho Milago để tiêu diệt bedoowan.